# 양성거질
양성거질(陽成去疾, ? ~ 기원전 148년)은 전한 초기의 제후로, 소부 양성연의 아들이다.

## 생애
고후 6년(기원전 182년), 양성연의 뒤를 이어 오후(梧侯)에 봉해졌다.
경제 중2년(기원전 148년)에 죽으니 시호를 경(敬)이라 하였고, 작위는 아들 양성언이 이었다.

## 출전
- 사마천, 《사기》 권19 혜경간후자연표
- 반고, 《한서》 권16 고혜고후문공신표

| 선대 아버지 오제후 양성연 | 전한의 오후 기원전 181년 ~ 기원전 148년 | 후대 아들 오정후 양성언 |